# Hornungia procumbens
Hornungia procumbens (syn. Hymenolobus procumbens (L.) Nutt.) — вид квіткових рослин родини капустяних (Brassicaceae).

## Біоморфологічна характеристика
Це однорічна рослина (2)6–15(30) см заввишки, багатостовбурна, лежача чи припіднята, гола чи запушена, трихоми зазвичай дрібно роздвоєні, деякі прості. Нижні листки не розеткові, на ніжках, цілісні чи перисто-роздільні, злегка м'ясисті, (2)10–25(40) × (1)5–11(16) мм. Верхні листки нечисленні, майже сидячі, лінійні, зубчасті, пластинка подібна до базальної (менша дистально). Суцвіття небагатоквіткове, ущільнене, в плодах подовжується. Пелюстки 1 × 0.5 мм. Плід (2)3.8–4(5) × (1)1.5–2(2.2) мм. Насіння 0.5–0.6 × 0.3–0.4 мм. 2n = 12, 24.

## Поширення
Росте у Європі, Західній і Центральній Азії, Північній Африці; інтродукований до Північної й південної Америк, ПАР, Австралії, Нової Зеландії. Населяє оброблені землі та солончаки.
В Україні росте на кам'янистих та скельних місцях — у Правобережному Степу (Одеса), Степовому (на Керченському півострові) та гірському Криму, рідко.